# 立原春沙
立原 春沙（たちはら しゅんさ、文化11年2月7日（1814年3月28日） - 安政2年11月3日（1855年12月11日））は、江戸時代末期の南画家。名を春（子）、字を沙々、春沙は号。水戸藩士で水戸学に貢献した立原翠軒の孫で、南画家・立原杏所の長女。画を父と渡辺崋山に学び、崋山門下十哲のひとりに数えられ、女性らしい繊細な花卉図が残る。

## 略伝
立原杏所の長女として、水戸江戸藩邸で生まれる。当時、翠軒が門人に宛てた書簡に「孫娘は春日の誕生ゆへに当座にはると名付申候」とあり、「春」の命名は春日に生まれたためだとわかる。幼い頃から父祖より書画を学び、やがて杏所と関係の深かった渡辺崋山に弟子入りする。崋山が春沙に宛てた手紙が残っており、春沙が両親の手伝いに忙しく画に没頭できないもどかさを崋山に相談すると、崋山は「絵を描くことと世の中の俗事を別々に考えているからもどかしく感じるのです。私はどちらも分かち難く結びついていると考えます。これはこじつけの理屈のようですが、そう割り切ら無くては、芸などというものは天下無用のガラクタになってしまいます。ですから、ご両親に仕えて親孝行をしている時は、一幅の「孝経図」を描いていると思ってご覧なさい。絵を描いている時は教典に倣っているのだと思ってご覧なさい」と、修身と画道の追求は表裏一体だと説いている。
こうした崋山の薫陶の成果か、天保7年（1836年）版の『江戸現在廣益諸家人名録』には、父と共に名前が掲載されており、22歳で既に画名が世に認められている。その評判を聞いた文人たちが春沙に結婚を求めることも多かったが、春沙はこれを笑って断り、生涯結婚しなかった。また、春沙は加賀藩13代藩主・前田斉泰の正室・溶姫の侍女になり、彼女に17年間仕えたと伝わる。溶姫とは春沙の方が1つ下と歳が近く、溶姫自身も絵を嗜み両者の関係は良好だったと想像でき、春沙は溶姫の後ろ盾によって独身で画を追求できたとも考えられる。江戸城大奥で着色の花鳥図襖絵を描き、将軍御台所より筆勢の素晴らしさを賞賛されたとも言われる。また、春沙は月琴にも長じたという。墓は東京文京区本駒込の海蔵寺。

## 代表作
- 「菊図」 絹本著色 茨城県立歴史館蔵
- 「野菊図」 絹本著色 田原市博物館蔵
- 「秋卉野鶏図」 絹本著色 世田谷区立郷土資料館蔵